# Monumento natural Islotes de Puñihuil
El Monumento Natural Islotes de Puñihuil es un área silvestre protegida por el Estado de Chile, ubicada a 28 kilómetros al suroeste de Ancud, en la Región de Los Lagos.
Consta de tres islotes ubicados fuera de la costa noroccidental de la isla Grande de Chiloé.
El monumento es destacado por ser el único lugar conocido en el que los pingüinos de Humboldt y magallánicos comparten el sitio para la crianza. También es área de reproducción para otras especies, como el cormorán gris y la gaviota dominicana. También es posible encontrar chungungos o gatos de mar.
El sitio es un atractivo turístico de la comuna de Ancud y se realizan visitas guiadas a los islotes, pero en vista de que esta actividad resulta disruptiva para las aves, desde 2009 existe una ordenanza municipal que restringe el número de visitas diarias y las condiciones en que estas se efectúan.

## Visitantes
Este monumento natural recibe una pequeña cantidad de visitantes chilenos y extranjeros cada año. No existen datos disponibles para el período 2007 al 2009.
| Año         | 2012  | 2013  | 2014  | 2015  | 2016  | 2017  | 2018 | 2019 | 2020 | 2021 | 2022  | 2023 | 2024  |
| ----------- | ----- | ----- | ----- | ----- | ----- | ----- | ---- | ---- | ---- | ---- | ----- | ---- | ----- |
| chilenos    | 1.456 | 1.416 | 6.515 | 1.033 | 756   | 1.259 | 526  | 718  | 322  | 321  | 1.423 | 704  | 1.527 |
| extranjeros | 451   | 439   | 1.413 | 283   | 299   | 261   | 262  | 194  | 60   | 8    | 159   | 172  | 237   |
| Total       | 1.907 | 1.855 | 7.928 | 1.316 | 1.055 | 1.520 | 788  | 912  | 382  | 329  | 1.582 | 876  | 1.764 |

## Galería
|                     |
| Islotes de Puñihuil |

|             |
| Pingüineras |

|                                              |
| Lobo marino sudamericano (Otaria flavescens) |

|                                  |
| Barco sobre la playa de Puñihuil |

|                         |
| Amanecer en los islotes |